# Congolees nationalisme

Vlag van de Democratische Republiek Congo

Vlag van de Zaïre

Congolese nationalisme in de Democratische Republiek Congo, ook bekend als Zaïrees nationalisme tijdens het bewind van Mobutu Sese Seko, is een politieke ideologie die het bestaan van de staat van de Democratische Republiek Congo bevordert. Congolees nationalisme blijft bestaan onder het volk van de Democratische Republiek Congo, ondanks de Eerste Congolese Burgeroorlog en het ontbreken van een duidelijke definitie van wat het betekent om Congolees te zijn.

## Geschiedenis
Het territorium van Congo werd gevormd door Koning Leopold II, die de naam ontleende aan het historische Koninkrijk Kongo. Op dat moment bestond er echter geen concept van een Congolese volk, omdat de bewoners van de regio verdeeld waren in etnische groepen. Het Congolese nationalisme manifesteerde zich voor het eerst in 1959 tijdens opstanden tegen de Belgische koloniale overheersing. Na de onafhankelijkheid stortten pogingen om het land te verenigen snel in, toen Joseph-Désiré Mobutu in 1960 in opstand kwam tegen de regering van Patrice Lumumba. Na enkele jaren aan de macht hernoemde Mobutu het land tot Zaïre in 1971 en trachtte hij een verenigde Zaïrese natie te vormen door middel van zijn beleid van Zaïrianisatie. Dit omvatte onder meer pogingen om het als koloniaal beschouwde christendom te zuiveren. Sommige critici beweren dat het Zaïrees-Congolese nationalisme een manipulatieve strategie van Mobutu was om zijn regime te rechtvaardigen. Deze kritiek werd echter betwist door de voortdurende aanwezigheid van post-Mobutu nationalisme na de val van Mobutu, en door de herbenoeming van het land tot de Democratische Republiek Congo.